# Шадринское (сельское поселение)
Шадринское — упразднённое муниципальное образование со статусом сельского поселения в Сарапульском районе Удмуртии Российской Федерации.
Административный центр — деревня Шадрино.
25 июня 2021 года упразднено в связи с преобразованием муниципального района в муниципальный округ.

## История
Статус и границы сельского поселения установлены Законом Удмуртской Республики от 28 января 2005 года № 2-РЗ «Об установлении границ муниципальных образований и наделении соответствующим статусом муниципальных образований на территории Сарапульского района Удмуртской Республики».

## Население
| 2010 | 2012 | 2013 | 2014 | 2015 | 2016 | 2017 |
| ---- | ---- | ---- | ---- | ---- | ---- | ---- |
| 957  | ↗969 | ↘958 | ↘942 | ↘911 | ↘904 | ↗917 |
| 2018 | 2019 | 2020 |      |      |      |      |
| ↘900 | ↘870 | ↘858 |      |      |      |      |

## Состав сельского поселения
| № | Населённый пункт | Тип населённого пункта          | Население |
| - | ---------------- | ------------------------------- | --------- |
| 1 | Керкмасский      | кордон                          | ↘6        |
| 2 | Новые Макшаки    | посёлок                         | ↘8        |
| 3 | Пентеги          | деревня                         | ↘269      |
| 4 | Чекалка          | село                            | ↘1        |
| 5 | Шадрино          | деревня, административный центр | ↗685      |